# Kai dang ku

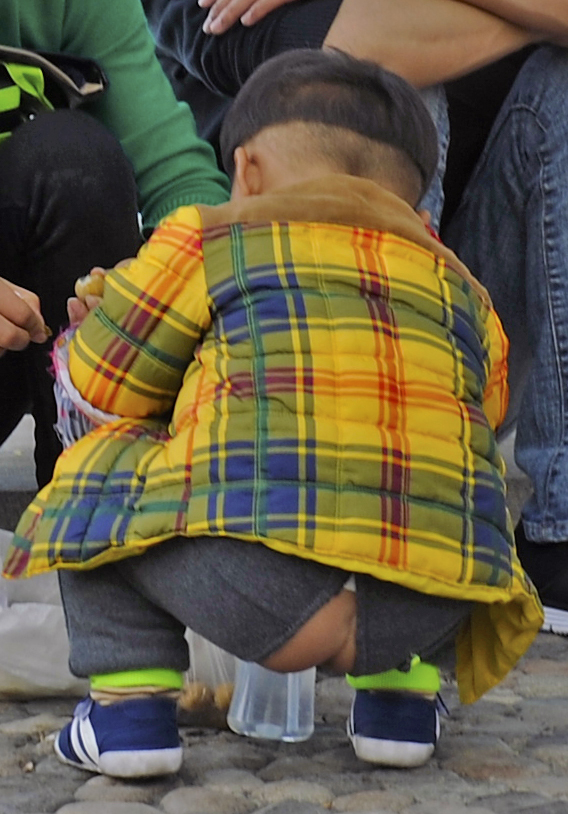
Criança utilizando a vestimenta

Kai dang ku (calça aberta nos fundilhos) é um tipo de vestimenta tradicional utilizada por crianças na China. Trata-se de uma calça com a parte de trás aberta ficando exposta parte das nádegas da criança onde torna-se mais fácil o ato de eliminar as excreções humanas. No entanto, a partir de 1998 com a chegada das fraldas descartáveis tal vestimenta tem perdido popularidade.
De acordo com a Medicina Tradicional Chinesa a região da púbis concentra mais energia yang. Assim sendo a liberação das necessidades fisiológicas faria ocorrer equilíbrio com a ying, reduzindo doenças e melhorando a saúde.